# Japansk krypen
Japansk krypen (Juniperus procumbens) är en cypressväxtart som först beskrevs av Philipp Franz von Siebold och Stephan Ladislaus Endlicher, och fick sitt nu gällande namn av Friedrich Anton Wilhelm Miquel. Japansk krypen ingår i släktet enar och familjen cypressväxter. Arten förekommer tillfälligt i Sverige, men reproducerar sig inte. Inga underarter finns listade i Catalogue of Life.
Arten förekommer på den japanska ön Kyushu samt på de japanska ögrupperna längre söderut. Juniperus procumbens hittas på öarnas högsta toppar. Den bildar där mattor som täcker klipporna.
Växten används i andra delar av Japan och ibland även i andra världsdelar i trädgårdarnas stenpartier. För beståndet är inga hot kända. IUCN kategoriserar arten globalt som livskraftig.

## Bildgalleri

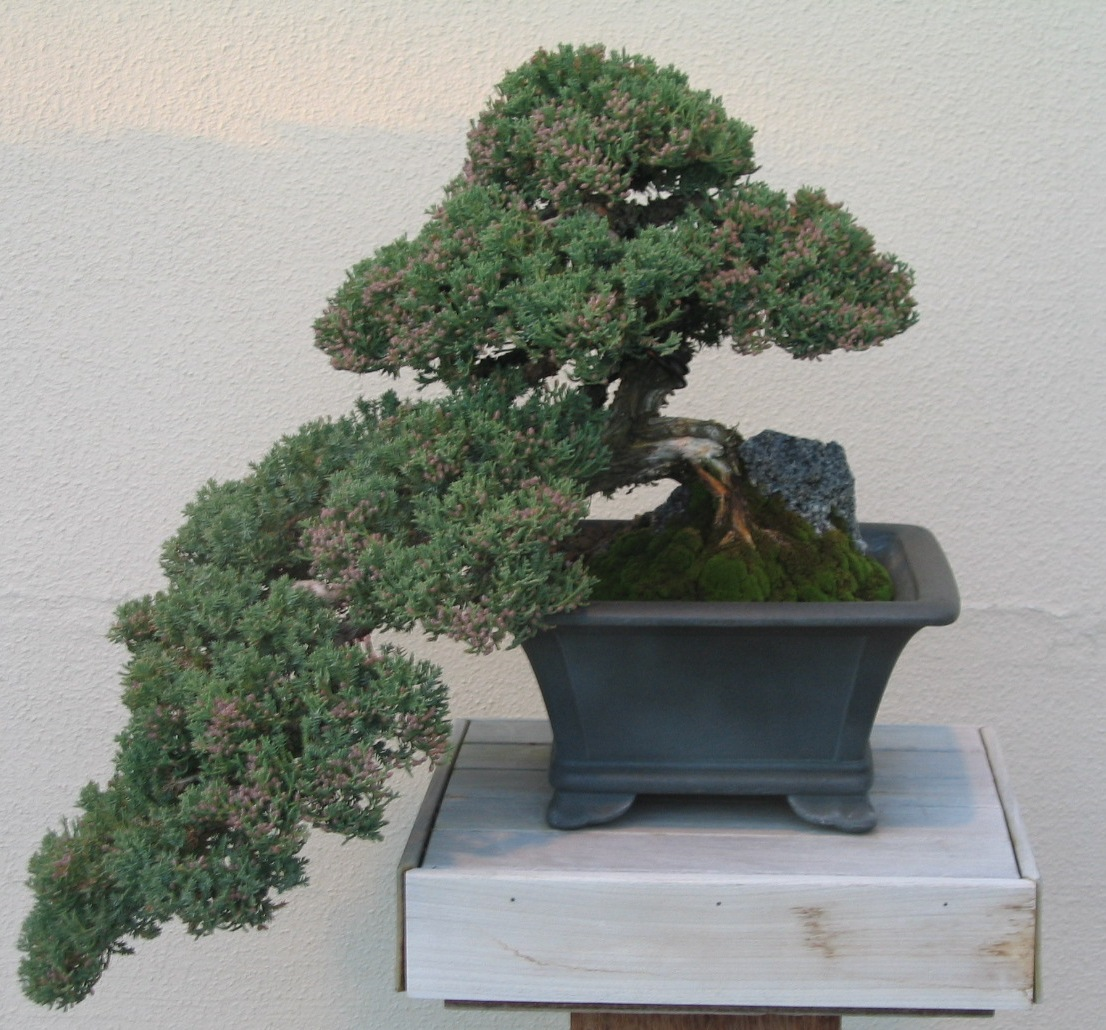
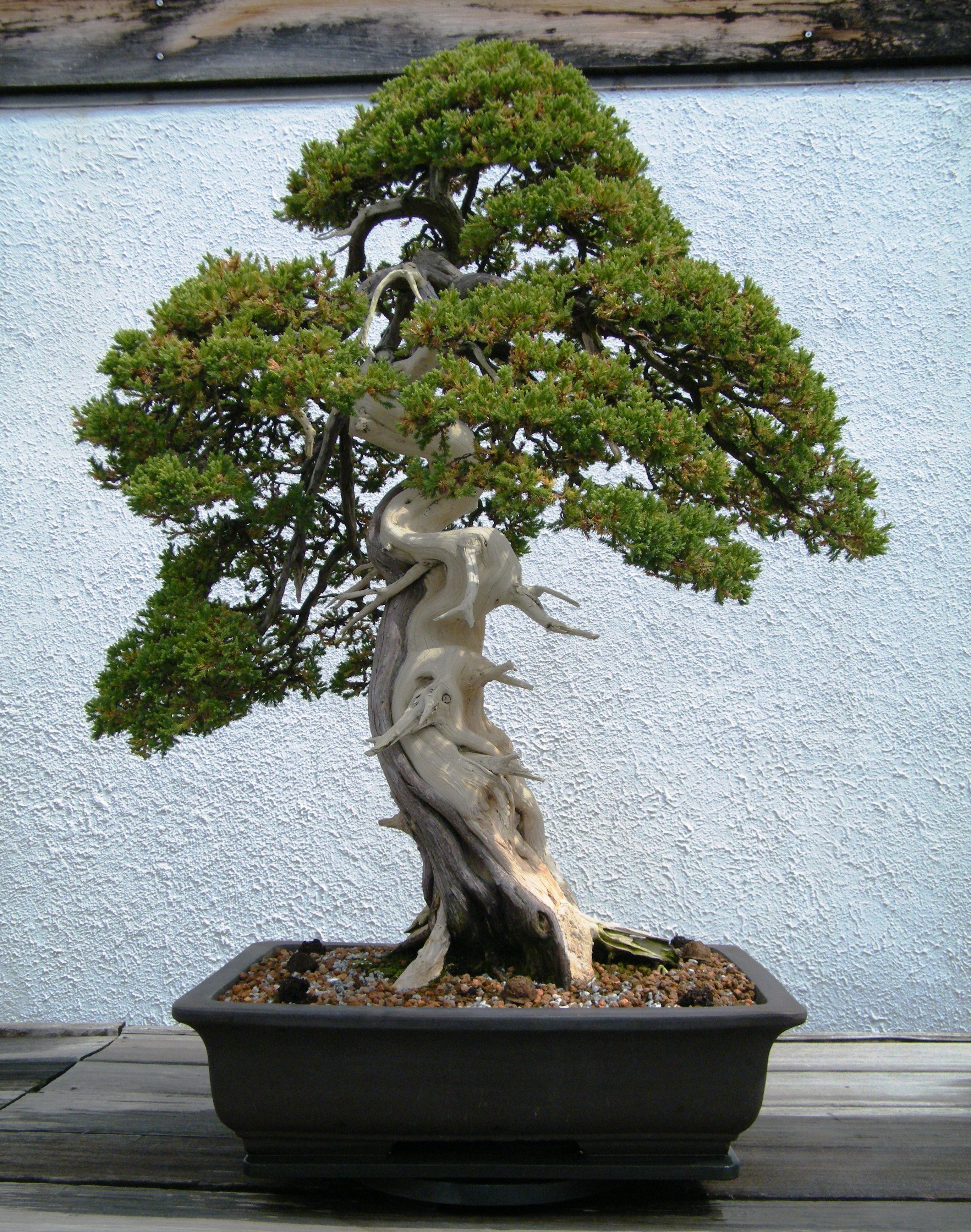
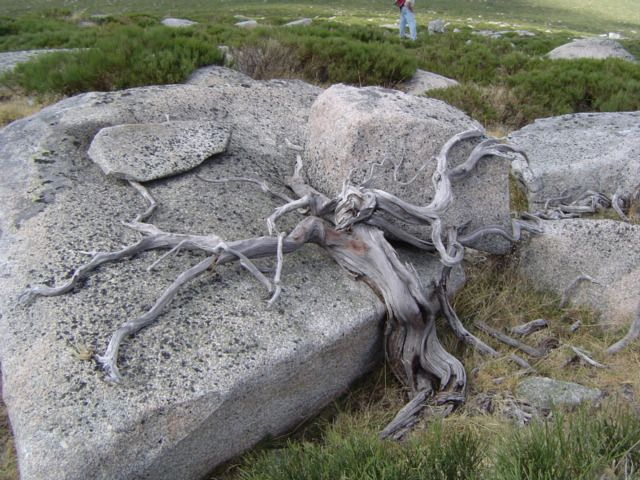